# Olivier Séchan
Pour les autres membres de la famille, voir Famille Séchan.
Olivier Séchan, né le 14 janvier 1911 à Montpellier et mort le 7 juillet 2006 à Paris, est un écrivain français de romans policiers et de romans pour la jeunesse. Il est le fils de l'helléniste Louis Séchan, le frère du directeur de la photographie Edmond Séchan ainsi que le père du chanteur Renaud et de l’écrivain Thierry Séchan.

## Biographie
Fils aîné de Louis et Isabelle Séchan, Olivier Séchan est élevé dans un environnement culturel protestant privilégié. Sa mère, Isabelle Bost, était la petite-fille du pasteur Ami Bost. Il naît à Montpellier et y passe les vingt premières années de sa vie. Dans le Paris des années 1930, il devient professeur d'allemand, mais surtout, se lance en littérature. En 1939, il publie son premier roman, Les Eaux mortes, jugé trop « américain ». Suivent huit autres romans, parmi lesquels : Le Bouquet d'orties, Les Corps ont soif (prix des Deux Magots 1942), La Chasse à l'aube et L'Amour du vide. Il remporte également le prix du roman d'aventures en 1951, pour son roman policier humoristique Vous qui n'avez jamais été tués, écrit avec son ami Igor B. Maslowski. Plusieurs de ses romans se déroulent dans les Cévennes, une région qui l'a marqué.
Devenu directeur de collection chez Hachette Jeunesse, il se lance dans l'écriture de livres de littérature d'enfance et de jeunesse, publiés dans les célèbres Bibliothèque rose et Bibliothèque verte. Il invente des héros récurrents (Luc et Martine), reprend le flambeau des Six Compagnons, et traduit la majeure partie de la série des Bennett, d'Anthony Buckeridge (quelques volumes l'ayant été par Vladimir Volkoff).
Olivier Séchan parle couramment l'anglais, l'allemand et le néerlandais. Ses romans pour la jeunesse ont atteint des tirages importants (de 20 000 à 145 000 exemplaires).

### Vie privée

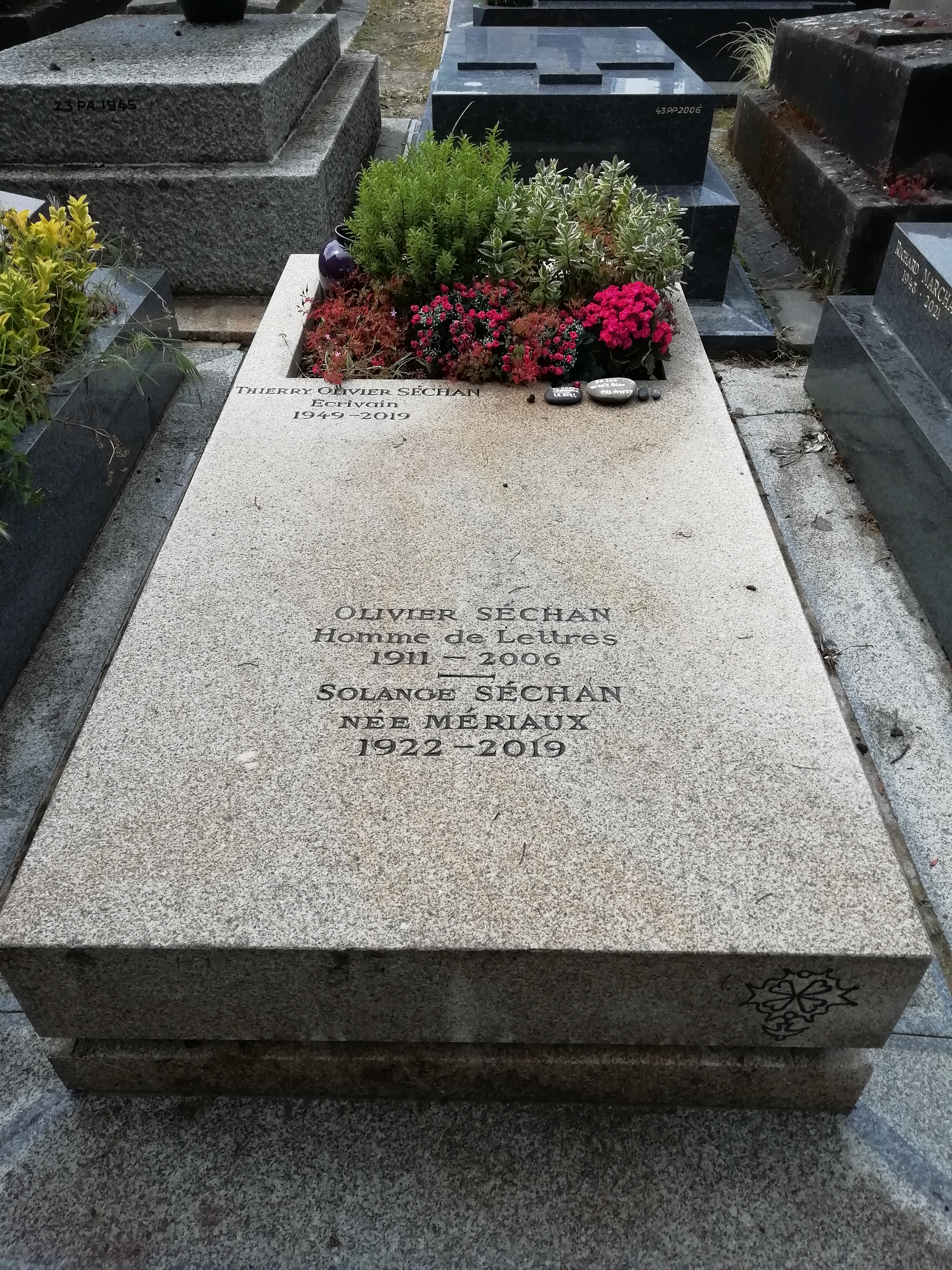
Tombe d'Olivier, Solange et Thierry Séchan au cimetière du Montparnasse (division 10).

Il perd sa première épouse et Nicolas, leur fils, dans les bombardements alliés le 7 juin 1944. Il reste alors seul avec Christine, sa deuxième fille. Catherine, la première, née le 18 octobre 1937, était morte en bas âge le 10 février 1939.
Marié ensuite à Solange Mériaux (1922-2019), il a avec elle cinq autres enfants, dont le chanteur Renaud (né en 1952) et l'écrivain Thierry Séchan (1949-2019). Solange Mériaux meurt le 25 janvier 2019 à l'âge de 96 ans, quelques semaines après leur fils Thierry Séchan, décédé le 9 janvier 2019 d'un AVC à l'âge de 69 ans. Tous les trois sont inhumés au cimetière du Montparnasse (division 10).

## Œuvres

### Romans
- Le Bouquet d'orties. Paris : Albin Michel, 1939, 317 p.
- Les Eaux mortes. Paris : Albin Michel, 1939, 255 p.
- La Proie des flammes. Paris : Albin Michel, 1941, 255 p.
- Les corps ont soif. Jean Renard, 1942, Prix des Deux Magots, 255 p.
- La Chasse à l'aube. Jean Renard, 1943, 267 p. Rééd. Monaco : Le Rocher, 03/2005, 240 p.  (ISBN 2-268-05356-3)
- Chemins de nulle part. Paris : Ariane, 1945, 256 p. Prix Cazes-Brasserie Lipp 1945. Rééd. Monaco : Romart, 04/2014.  (ISBN 979-10-90485-27-3)
- L'Amour du vide (1946). Monaco : Éd. du Rocher, coll. « SL » (Stéphane Loisy), 02/2006, 207 p.  (ISBN 2-2680-5714-3)
- Marthe Vignerel. Paris : La Jeune Parque, 1947, 235 p.
- Les Morts n'en sauront rien. Paris : Pierre Horay Éditions de Flore, 1950, 235 p.

### Romans policiers humoristiques, en collaboration avec Igor B. Maslowski
- 1950 : Défi à la mort - Paris, Éd. des Loisirs, coll. « Le Yard » no 16 (sous le pseudonyme Laurence Tecumseh Ford). Rééd. Monaco : Romart, coll. « Polar », 10/2013, 224 p.  (ISBN 979-10-90485-19-8)
- 1951 : Vous qui n'avez jamais été tués - Paris, Librairie des Champs-Élysées, Le Masque no 395 ; réédition, Paris, Librairie des Champs-Élysées, Le Club des Masques no 298, 1977.
- 1953 : Vient de disparaître - Paris, Librairie des Champs-Élysées, Le Masque no 435.
- 1954 : Voulez-vous mourir avec moi ? - Paris, Calmann-Lévy, coll. « Labiche » no 18.

### Littérature d'enfance et de jeunesse

#### SérieLuc et Martine
- 1960 : Luc et Martine font équipe - ill. de François Batet. Paris : Hachette, coll. « Idéal-Bibliothèque », 190p.
- 1961 : Luc et Martine à la tour blanche - ill. de François Batet. Paris : Hachette, coll. « Idéal-Bibliothèque », 190p.
- 1970 : Allo, Luc ? Ici, Martine - ill. de François Batet. Paris : Hachette, coll. « Bibliothèque verte » no 423, 186 p.
- 1976 : Luc et Martine au bord du gouffre - ill. de François Batet. Paris : Hachette, coll. « Bibliothèque verte », 184 p.,  (ISBN 2-0100-3079-6)

#### SérieLes Six Compagnons
- 1982 : Les Six Compagnons et les Agneaux de l'apocalypse - Paris : Hachette, coll. « Bibliothèque verte ».
- 1983 : Les Six Compagnons à l'Étang de Berre - Paris : Hachette, coll. « Bibliothèque verte »,  (ISBN 2-0100-8826-3)
- 1984 : Les Six Compagnons et le Carré magique - Paris : Hachette, coll. « Bibliothèque verte ».
- 1987 : Les Six Compagnons et la Radio libre - Paris : Hachette, coll coll. « Bibliothèque verte ».

#### Autres romans pour la jeunesse
- 1956 : La Valise mystérieuse - ill. d'Albert Chazelle. Paris :Hachette coll. « Idéal-Bibliothèque », 182 p.; réédition 1974, Hachette, coll. « Bibliothèque verte », ill. de Guy Maynard.
- 1960 : La Cachette au fond des bois - ill. de Jeanne Hives. Paris : Hachette, coll. « Bibliothèque rose » no 72, 191 p.
- 1963 : Trois cousins dans un moulin - ill. de François Batet. Paris : Hachette, coll. « Nouvelle Bibliothèque rose » no 123, 190 p.
- 1965 : Une voix au bout du fil - ill. de François Batet. Paris : Hachette, coll. « Bibliothèque rose », 189 p.
- 1975 : Fra Diavolo - ill. d'Annie-Claude Martin. Paris : Hachette, coll. « Bibliothèque verte », 247 p.,  (ISBN 2-0100-1430-8)
- 1979 : Charlotte et Sirocco - ill. de Jean-Louis Henriot. Paris : Hachette, coll. « Bibliothèque rose », 119 p.
- 1985 : Zorro, Walt Disney - Paris : Hachette, coll. « Bibliothèque rose », 194 p.,  (ISBN 2-01-011499-X).

### Nouvelles
- Le Mal des forêts, dans le n°65 Gavroche du 22 novembre 1945 (p. 8), illustré par Paul Pac.
- La Dernière Parade ; Les Nouvelles Littéraires n°968 du jeudi 21 février 1946, p. 1-2.
- L'Assassin est pris par l'oreille, dans Mystère magazine no 29, juin 1950.
- Symphonie de la mort - Paris, Opta, Mystère magazine no 126, juillet 1958 ; réédition dans La Crème du crime volume 2, Nantes, L'Atalante, 1995 (en collaboration avec Igor B. Maslowski)

### Traductions
- 1942 : Passion russe (Russische Passion) de Natacha Gorjanowa. Traduit de l'allemand. Paris, éd. Jean-Renard, coll. « Problèmes actuels ».
- 1944 : Aux approches du matin (Gegen Morgen) de Peter Stühlen. Traduit de l'allemand. Paris, éd. Jean-Renard.
- 1954 : Les Voyages de Gulliver de Jonathan Swift - Ill. de Jean Reschofsky, Hachette, coll. « Idéal-Bibliothèque », roman pour la jeunesse.
- 1955 : L'Affaire Caïus de Henry Winterfeld - Ill. de Paul Durand, Hachette, coll. « Bibliothèque verte », roman pour la jeunesse.
- 1957 : Les Enfants de Timpelbach de Henry Winterfeld - Ill. de Jacques Pecnard, Hachette, coll. « Idéal-Bibliothèque », roman pour la jeunesse.
- 1957 : Les Vingt ans de Rose (Rose in bloom) de Louisa May Alcott - Ill. d'Albert Chazelle, Hachette, coll. « Idéal-Bibliothèque », roman pour la jeunesse.
- 1958 : Sous les lilas (Under the Lilacs) - Ill. d'Albert Chazelle, Hachette, coll. « Nouvelle Bibliothèque rose » no 25, roman pour la jeunesse.
- 1962 : La Maison d'une toute petite fille (More of Milly-Molly-Mandy) de Joyce Lankester Brisley — Ill. de Langlais, Hachette, coll. « Nouvelle Bibliothèque rose » no 93, roman pour la jeunesse.
- 1963 : Les Amis d'une toute petite fille (Milly-Molly-Mandy Again)[4] de Joyce Lankester Brisley — Ill. de Madeleine Prévôt, Hachette, coll. « Nouvelle Bibliothèque rose » no 127, roman pour la jeunesse.
- 1963 : Les Surprises d'une toute petite fille (Milly-Molly-Mandy Again)[4] de Joyce Lankester Brisley — Ill. de Madeleine Prévôt, Hachette, coll. « Nouvelle Bibliothèque rose » no 131, roman pour la jeunesse.
- 1963 : Nicole avec nous ! (Die Klasse ist für Petra) de Marie-Louise Fischer - Ill. de Graziella Sarno, Hachette, coll. « Idéal-bibliothèque », roman pour la jeunesse.
- 1963 : Bennett au collège (Jennings goes to school) d'Anthony Buckeridge - Ill. de Jean Reschofsky, Hachette, coll. « Idéal-Bibliothèque » no 243, roman pour la jeunesse.
- 1964 : Il était une locomotive (1414 geht auf Urlaub) de Frédéric Feld — Ill. de Madeleine Prévôt, Hachette, coll. « Nouvelle Bibliothèque rose » no 144, roman pour la jeunesse.
- 1964 : Bennett et la roue folle (Jennings' diary) d'Anthony Buckeridge - Ill. de Jean Reschofsky, Hachette, coll. « Idéal-Bibliothèque » no 263, roman pour la jeunesse.
- 1964 : Bennett et sa cabane (Jennings' little hut) d'Anthony Buckeridge - Ill. de Jean Reschofsky, Hachette, coll. « Idéal-Bibliothèque » no 256, roman pour la jeunesse.
- 1964 : L'Agence Bennett et Cie (Jennings follows a clue) d'Anthony Buckeridge - Ill. de Jean Reschofsky, Hachette, coll. « Idéal-Bibliothèque » no 275, roman pour la jeunesse.
- 1965 : Jack, chercheur d'or (By the great Horn spoon) de Sid Fleischman - Ill. de François Batet, Hachette, coll. « Bibliothèque verte » no 286, roman pour la jeunesse.
- 1965 : Tessa la fanfaronne (Im Schwindeln eine Eins) de Marie-Louise Fischer - Ill. de François Batet, Hachette, coll. « Idéal-Bibliothèque » no 276, roman pour la jeunesse.
- 1966 : Danielle mène la danse (Daniela und der Klassenschreck) de Marie-Louise Fischer - Ill. de François Batet, Hachette, coll. « Bibliothèque verte » no 311, roman pour la jeunesse.
- 1967 : Bennett entre en scène (Our friend Jennings) d'Anthony Buckeridge - Ill. de Jean Reschofsky, Hachette, coll. « Idéal-Bibliothèque » no 324, roman pour la jeunesse.
- 1967 : Monsieur Mystère et Cie (Mr. Mysterious and Company) de Sid Fleischman - Ill. de François Batet, Hachette, coll. « Bibliothèque verte » no 344, roman pour la jeunesse.
- 1967 : Ursula et ses amies (Ulrike kommt ins internat) de Marie-Louise Fischer - Ill. d'Albert Chazelle, Hachette, coll. « Bibliothèque verte » no 333, roman pour la jeunesse.
- 1969 : Ursula la rebelle (Ursula, das schwarze Schaf im Internat) de Marie-Louise Fischer - Ill. d'Albert Chazelle, Hachette, coll. « Bibliothèque verte » no 384, roman pour la jeunesse.
- 1969 : Bennett prend le train (Just like Jennings) d'Anthony Buckeridge - Ill. de Jean Reschofsky, Hachette, coll. « Bibliothèque verte » no 391, roman pour la jeunesse.
- 1971 : Bennett et son piano (Jennings as usual) d'Anthony Buckeridge - Ill. de Jean Reschofsky, Hachette, coll. « Bibliothèque verte » no 458, roman pour la jeunesse.
- 1972 : Bennett et ses grenouilles (Take Jennings, for instance) d'Anthony Buckeridge - Ill. de Jean Reschofsky, Hachette, coll. « Bibliothèque verte » no 485, roman pour la jeunesse.
- 1972 : Bennett et sa cabane (Jennings'little hut) d'Anthony Buckeridge - Ill. de Françoise Pichard, Hachette, coll. « Bibliothèque verte », roman pour la jeunesse.
- 1973 : Bennett champion (Jennings in particular) d'Anthony Buckeridge - Ill. de Daniel Billon, Hachette, coll. « Bibliothèque verte » no 537, roman pour la jeunesse.
- 1974 : Bennett se met en boule (The Jennings report) d'Anthony Buckeridge - Ill. de Daniel Billon, Hachette, coll. « Bibliothèque verte », roman pour la jeunesse.
- 1975 : Le Grand Coquin du Missouri (Chancy and the grand rascal) de Sid Fleischman - Ill. de Moles, Hachette, coll. « Bibliothèque verte », roman pour la jeunesse.
- 1975 : Quinze rappels pour Birdy (Birdy and the group) d'E. W. Hildick - Ill. de Georges Beuville, Hachette, coll. « Bibliothèque verte », roman pour la jeunesse.
- 1976 : Birdy part en tournée (Birdy swings north) d'E. W. Hildick - Ill. de Georges Beuville, Hachette, coll. « Bibliothèque verte », roman pour la jeunesse.
- 1976 : Bennett dans le bain (The Trouble with Jennings) d'Anthony Buckeridge - Ill. de Daniel Billon, Hachette, coll. « Bibliothèque verte », roman pour la jeunesse.
- 1976 : Bennett et la cartomancienne (Leave it to Jennings) d'Anthony Buckeridge - Ill. de Daniel Billon, Hachette, coll. « Bibliothèque verte », roman pour la jeunesse.
- 1977 : Bennett fait son numéro (Jennings, of course) d'Anthony Buckeridge - Ill. de Daniel Billon, Hachette, coll. « Bibliothèque verte », roman pour la jeunesse.
- 1977 : Birdy triomphe à Amsterdam (Birdy in Amsterdam) d'E. W. Hildick - Ill. de Georges Beuville, Hachette, coll. « Bibliothèque verte », roman pour la jeunesse.
- 1978 : Bennett et le pigeon voyageur (Jennings abounding) d'Anthony Buckeridge - Ill. de Daniel Billon, Hachette, coll. « Bibliothèque verte », roman pour la jeunesse.
- 1978 : Bennett fonde un club d'Anthony Buckeridge - Ill. de Daniel Billon, Hachette, coll. « Bibliothèque verte », roman pour la jeunesse.
- 1979 : Bennett dans la caverne (Typically Jennings !) d'Anthony Buckeridge - Ill. de Daniel Billon, Hachette, coll. « Bibliothèque verte », roman pour la jeunesse.
- 1980 : Bennett n'en rate pas une (Speaking of Jennings !) d'Anthony Buckeridge - Ill. de Daniel Billon, Hachette, coll. « Bibliothèque verte », roman pour la jeunesse.
- 1981 : Faites confiance à Bennett ! (Trust Jennings !) d'Anthony Buckeridge - Ill. de Daniel Billon, Hachette, coll. « Bibliothèque verte », roman pour la jeunesse.
- 1982 : Bennett en vacances (Jennings at large) d'Anthony Buckeridge - Ill. de Daniel Billon, Hachette, coll. « Bibliothèque verte », roman pour la jeunesse.
- 1991 : Les Beaux Soirs d'une toute petite fille de Joyce Lankester Brisley — Ill. de Pierre Dessons, Hachette, coll. « Bibliothèque verte » no 498, roman pour la jeunesse.

## Illustrations familiales
- Louis Séchan (1882-1968), son père. Professeur à la Sorbonne, helléniste réputé.
- Edmond Séchan (1919-2002), son frère. Directeur de la photographie et réalisateur.
- Renaud, son fils, chanteur.
- Thierry Séchan, son fils, écrivain.